# C-VM i håndbold 1982 (mænd)
C-Verdensmesterskabet i håndbold for mænd 1982 var det fjerde C-VM i håndbold for mænd, og turneringen med deltagelse af ti hold afvikledes i Belgien i perioden 7. – 14. februar 1982. Turneringen fungerede som kvalifikation til B-VM 1983, og holdene spillede om fire ledige pladser ved B-VM.
Turneringen blev vundet af Bulgarien, som sammen med Belgien, Norge og Østrig kvalificerede sig til B-VM.

## Resultater
De ti deltagende hold var inddelt i to grupper med fem hold i hver, og i hver gruppe spillede holdene en enkeltturnering alle-mod-alle. De to gruppevindere og to -toere gik videre til semifinalerne, mens treerne spillede videre i kampen om 5.-pladsen, firerne spillede om 7.-pladsen, mens femmerne måtte tage til takke med at spille om 9.-pladsen.

### Indledende runde

#### Gruppe A
| Dato  | Kamp                       | Res.  | Pause | Spillested |
| ----- | -------------------------- | ----- | ----- | ---------- |
| 7.2.  | Færøerne – Storbritannien  | 26–10 |       |            |
| 7.2.  | Bulgarien – Italien        | 23–18 |       | Genk       |
| 8.2.  | Italien – Storbritannien   | 27–15 |       | Bressoux   |
| 8.2.  | Norge – Færøerne           | 23–17 |       |            |
| 9.2.  | Norge – Italien            | 20–19 |       | Montegnée  |
| 9.2.  | Bulgarien – Storbritannien | 25–13 |       |            |
| 10.2. | Bulgarien – Færøerne       | 26–16 |       |            |
| 10.2. | Norge – Storbritannien     | 42–11 |       | Leuven     |
| 11.2. | Italien – Færøerne         | 31–29 |       | Houthalen  |
| 11.2. | Bulgarien – Norge          | 23–19 |       | Hasselt    |

| Gruppe         | Kampe | Mål     | Point |
| -------------- | ----- | ------- | ----- |
| Bulgarien      | 4     | 97-66   | 8     |
| Norge          | 4     | 104-700 | 6     |
| Italien        | 4     | 95-87   | 4     |
| Færøerne       | 4     | 88-90   | 2     |
| Storbritannien | 4     | 049-120 | 0     |

#### Gruppe B
| Dato  | Kamp                  | Res.  | Pause | Spillested |
| ----- | --------------------- | ----- | ----- | ---------- |
| 7.2.  | Belgien – Finland     | 22–12 |       | Hoboken    |
| 7.2.  | Luxembourg – Østrig   | 21–19 | 11-80 | Antwerpen  |
| 8.2.  | Luxembourg – Finland  | 22–22 |       | Meulebeke  |
| 8.2.  | Belgien – Portugal    | 21–20 |       |            |
| 9.2.  | Portugal – Luxembourg | 26–21 |       |            |
| 9.2.  | Østrig – Finland      | 24–17 | 12-60 | Gent       |
| 10.2. | Belgien – Østrig      | 16–14 | 8-9   | Etterbeek  |
| 10.2. | Portugal – Finland    | 24–21 |       | Overpelt   |
| 11.2. | Belgien – Luxembourg  | 22–19 |       |            |
| 11.2. | Østrig – Portugal     | 20–19 | 10-10 | Herstal    |

| Gruppe     | Kampe | Mål   | Point |
| ---------- | ----- | ----- | ----- |
| Belgien    | 4     | 81-65 | 8     |
| Østrig     | 4     | 77-73 | 4     |
| Portugal   | 4     | 89-83 | 4     |
| Luxembourg | 4     | 83-89 | 3     |
| Finland    | 4     | 72-92 | 1     |

### Placeringskampe
| Dato               | Kamp                     | Res.               | Pause              | Spillested         |
| Kamp om 9.-pladsen | Kamp om 9.-pladsen       | Kamp om 9.-pladsen | Kamp om 9.-pladsen | Kamp om 9.-pladsen |
| ------------------ | ------------------------ | ------------------ | ------------------ | ------------------ |
| 13.2.              | Finland – Storbritannien | 38–90              |                    | Dendermonde        |
| Kamp om 7.-pladsen |                          |                    |                    |                    |
| 13.2.              | Færøerne – Luxembourg    | 27–23              |                    |                    |
| Kamp om 5.-pladsen |                          |                    |                    |                    |
| 13.2.              | Italien – Portugal       | 30–23              |                    | Houthalen          |

### Finalekampe
| Dato        | Kamp                | Res.        | Pause       | Spillested  |
| Semifinaler | Semifinaler         | Semifinaler | Semifinaler | Semifinaler |
| ----------- | ------------------- | ----------- | ----------- | ----------- |
| 13.2.       | Bulgarien – Østrig  | 32–19       |             |             |
| 13.2.       | Belgien – Norge     | 22–17       |             | Neerpelt    |
| Bronzekamp  |                     |             |             |             |
| 14.2.       | Norge – Østrig      | 29–15       | 12-60       | Liège       |
| Finale      |                     |             |             |             |
| 14.2.       | Bulgarien – Belgien | 19–17       |             |             |

### Samlet rangering
| Samlet rangering | Samlet rangering |
| ---------------- | ---------------- |
| 1.               | Bulgarien        |
| 2.               | Belgien          |
| 3.               | Norge            |
| 4.               | Østrig           |
| 5.               | Italien          |
| 6.               | Portugal         |
| 7.               | Færøerne         |
| 8.               | Luxembourg       |
| 9.               | Finland          |
| 10.              | Storbritannien   |